# (7655) Adamries
(7655) Adamries (1991 YM1) – planetoida z pasa głównego asteroid okrążająca Słońce w ciągu 3,76 lat w średniej odległości 2,42 j.a. Odkryta 28 grudnia 1991 roku.